# Cryptodus olivieri
Cryptodus olivieri är en skalbaggsart som beskrevs av Xavier Montrouzier 1860. Cryptodus olivieri ingår i släktet Cryptodus och familjen Dynastidae.
Artens utbredningsområde är Nya Kaledonien. Inga underarter finns listade i Catalogue of Life.